# Nils Brahe den ældre
Nils Brahe den ældre (15. oktober 1604 – 21. november 1632) var en svensk officer, bror til Per Brahe den yngre, far til Nils Brahe den yngre.
Brahe blev 1620 page hos Gustav 2. Adolf af Sverige og fulgte 1621 med kongen til Lifland. Senere deltog han med udmærkelse i den polske krig 1626 og 1627. Da Gustav Adolf 1630 drog til Tyskland under Trediveårskrigen, fulgte Brahe med og udnævntes 1631 til chef for Kongens Livgarde. Han bidrog i væsentlig grad til indtagelsen af Würzburg Slot, 8. oktober 1631. Han udnævntes trods sin ungdom til general i infanteriet og blev dødeligt såret i Slaget ved Lützen 6. november 1632, hvor næsten hver eneste mand af hans "gule brigade" faldt. Gustav Adolf anså ham næst efter Lennart Torstensson for det bedste feltherreemne i den svenske hær.